# 존 워릭 아이데일
존 워릭 아이데일(영어: John Warwick Iredale, 1999년 8월 1일~)는 오스트레일리아의 축구 선수이다.

## 참고 문헌
- “존 워릭 아이데일”. 《서울 이랜드 FC》. 이랜드스포츠.